# 太平洋海熊属
太平洋海熊属（学名：Pacificotaria）是海狮科下的一个属。

## 下属物种
本属包括以下物种：
- 大眼太平洋海熊 Pacificotaria hadromma Barnes, 1992